# 소장암
소장암(Small intestine cancer)은 작은창자에 생기는 암이다. 십이지장암과 공장암, 회장암이 있고 소화기암중 드문 편인 암이다.
소장암은 소장의 세포가 통제할 수 없을 정도로 성장하기 시작할 때 시작된다. 소장은 음식물을 에너지로 처리하고 몸에서 고형 노폐물을 제거하는 위장관의 가장 큰 부분이다. 소장은 미국에서 결장암, 직장암, 위암, 식도암과 같은 위장관의 다른 암만큼 흔하지 않다. 위장관 암 10개 중 1개 미만, 전체 암 100개 중 1개 미만을 차지한다.
전문가들은 소장암이 결장직장암과 매우 비슷하게 발전한다고 생각한다. 처음에는 장의 내벽에서 작은 크기로 성장을 시작하여 시간이 지남에 따라 암이 된다.
대부분의 소장암은 십이지장에서 시작된다. 십이지장에서 발생하는 암은 종종 물의 팽대부에서 발견된다. 이 부위도 췌장과 밀접한 관련이 있어 췌장암으로 치료한다.
소장은 음식과 위액을 위장의 걸쭉한 액체로 혼합한 다음 소장으로 비우는 방식으로 작동한다. 그런 다음 계속 분해되어 영양분을 흡수한다.